# Hamit Altıntop
Hamit Altıntop, född den 8 december 1982 i Gelsenkirchen, Tyskland, är en tyskfödd turkisk före detta fotbollsspelare. Han spelade under sin karriär för det turkiska fotbollslandslaget. Hans tvillingbror, Halil Altıntop, är också en före detta fotbollsspelare.
2011 vann Hamit priset FIFA Puskas Award, ett pris för årets mål, efter en stenhård volleyträff i krysset borta mot Kazakstan.

## Karriär

### Real Madrid
Den 19 maj 2011 blev Altintop klar för spel i spanska Real Madrid.

### Galatasaray SK
Den 10 juni 2012 stod det klart att Altintop lämnar Real för spel i Turkiet och Galatasaray SK.

## Meriter

### Schalke 04
- Tyska ligacupen: 2005

### Bayern München
- Bundesliga: 2007/2008, 2009/2010
- Tyska cupen: 2008, 2010
- Tyska ligacupen: 2007
- Tyska Supercupen: 2010

### Real Madrid
- La Liga: 2011/2012

### Galatasaray
- Süper Lig: 2013, 2015
- Turkiska Cupen: 2014, 2015
- Turkiska Supercupen: 2012, 2013, 2015

### Individuellt
- Fifa Puskás Award: 2010